# Quarta Coligação
A Quarta Coligação ou Quarta Coalizão foi a aliança formada pela Grã-Bretanha e pela Rússia e Suécia, contra a França de Napoleão Bonaparte, em 1806. Uma série de conflitos que redefiniriam a história do mundo.
Como consequências ocorreu a Guerra Peninsular e a primeira invasão francesa de Portugal, que foi frustrada pela fuga da Família Real Portuguesa para a Colônia Brasileira, que futuramente resultaria na Independência do Brasil.

## História
A Quarta Coalizão lutou contra o Império Francês de Napoleão e foi derrotada em uma guerra que entre 1806-1807. Os principais parceiros da coalizão foram a Prússia e a Rússia, com a Saxônia, a Suécia e a Grã-Bretanha também contribuindo. Excluindo a Prússia, alguns membros da coalizão já haviam lutado contra a França como parte da Terceira Coalizão, e não houve nenhum período intermediário de paz geral. Em 9 de outubro de 1806, a Prússia juntou-se a uma coalizão renovada, temendo a ascensão do poder francês após a derrota da Áustria e o estabelecimento da Confederação do Reno patrocinada pela França. A Prússia e a Rússia se mobilizaram para uma nova campanha com a Prússia concentrando suas tropas na Saxônia.
Napoleão derrotou decisivamente os prussianos em uma campanha expedita que culminou na Batalha de Jena–Auerstedt em 14 de outubro de 1806. As forças francesas comandadas por Napoleão ocuparam a Prússia, perseguiram os remanescentes do destruído Exército prussiano e capturaram Berlim. Eles então avançaram até a Prússia Oriental, Polônia e fronteira russa, onde travaram uma batalha inconclusiva contra os russos na Batalha de Eylau em 7–8 de fevereiro de 1807. O avanço de Napoleão na fronteira russa foi brevemente interrompido durante a primavera como ele revitalizou seu exército com novos suprimentos. As forças russas foram finalmente esmagadas pelos franceses na Batalha de Friedland em 14 de junho de 1807, e três dias depois a Rússia pediu uma trégua.
Por meio dos Tratados de Tilsit em julho de 1807, a França fez as pazes com a Rússia, que concordou em aderir ao Bloqueio Continental. O tratado foi particularmente severo na Prússia, entretanto, como Napoleão exigiu muito do território prussiano ao longo do baixo Reno a oeste do Elba e no que fazia parte da antiga Comunidade polonesa-lituana. Respectivamente, essas aquisições foram incorporadas ao novo Reino da Vestfália, liderado por seu irmão Jérôme Bonaparte. Ele também estabeleceu o Ducado de Varsóvia, um estado cliente polonês, governado por seu novo aliado, o rei da Saxônia. No final da guerra, Napoleão era senhor de quase toda a Europa continental e ocidental central, exceto Espanha, Portugal, Áustria e vários outros estados menores.
Apesar do fim da Quarta Coalizão, a Grã-Bretanha continuou em guerra com a França. As hostilidades em terra recomeçaram mais tarde em 1807, quando uma força franco-espanhola invadiu Portugal, aliado da Grã-Bretanha, dando início à Guerra Peninsular. Uma outra Quinta Coalizão seria montada quando a Áustria se juntou novamente ao conflito em 1809.

## Resultados
Seguindo os Tratados de Tilsit, a Grã-Bretanha e a Suécia continuaram sendo os dois únicos membros importantes da coalizão ainda em guerra com a França. A Rússia logo declarou guerra contra a Grã-Bretanha e depois de um ataque britânico em Copenhague, a Dinamarca-Noruega juntou-se à guerra ao lado de Napoleão (guerra de canhoneiras), abrindo uma segunda frente contra a Suécia. Uma curta expedição britânica sob o comando de Sir John Moore foi enviada à Suécia (maio de 1808) para se proteger contra qualquer possível invasão franco-dinamarquesa.
No Congresso de Erfurt (setembro-outubro de 1808) Napoleão e Alexandre concordaram que a Rússia deveria forçar a Suécia a aderir ao Bloqueio Continental, o que levou à Guerra Finlandesa de 1808-1809 (o que significa que a Suécia não desempenhou nenhum papel na próxima coalizão contra Napoleão) e para a divisão da Suécia em duas partes separadas pelo Golfo de Bótnia. A parte oriental tornou-se o Grão-Ducado Russo da Finlândia. Devido ao Bloqueio Continental, a Grã-Bretanha ainda estava em guerra com Napoleão e não foi afetada pelo tratado de paz.
Nas negociações com suecos capturados após a Batalha de Lübeck, o marechal Bernadotte chamou a atenção das autoridades suecas. Isso desencadearia uma série de eventos que eventualmente o levaram a ser eleito herdeiro do trono sueco e, posteriormente, o rei Carlos XIV João da Suécia.
Quanto aos franceses, após o Tratado de Tilsit, o Império parecia estar em seu apogeu. Cheio de triunfo e considerando a França livre de quaisquer obrigações imediatas na Europa Central e Oriental, Napoleão decidiu capturar os portos ibéricos do antigo aliado da Grã-Bretanha, Portugal. Seu principal objetivo era fechar outra faixa da costa europeia e uma importante fonte para o comércio britânico.
Em 27 de outubro de 1807, o primeiro-ministro espanhol Manuel de Godoy assinou o Tratado de Fontainebleau com a França, pelo qual, em troca da aliança e passagem dos exércitos franceses pelo seu reino, a Espanha receberia o território português. Em novembro de 1807, após a recusa do Príncipe Regente João VI de Portugal em aderir ao Bloqueio Continental, Napoleão enviou um exército para a Espanha sob o comando do General Jean-Andoche Junot com o objetivo de invadir Portugal (bem como a tarefa secreta de ser a vanguarda do eventual ocupação francesa da Espanha). Napoleão logo se envolveu com a França nas lutas de poder internas da Espanha dentro de sua família real, levando a população espanhola a se voltar contra os ocupantes franceses e o início da Guerra Peninsular.